# E7 (Maleisië)

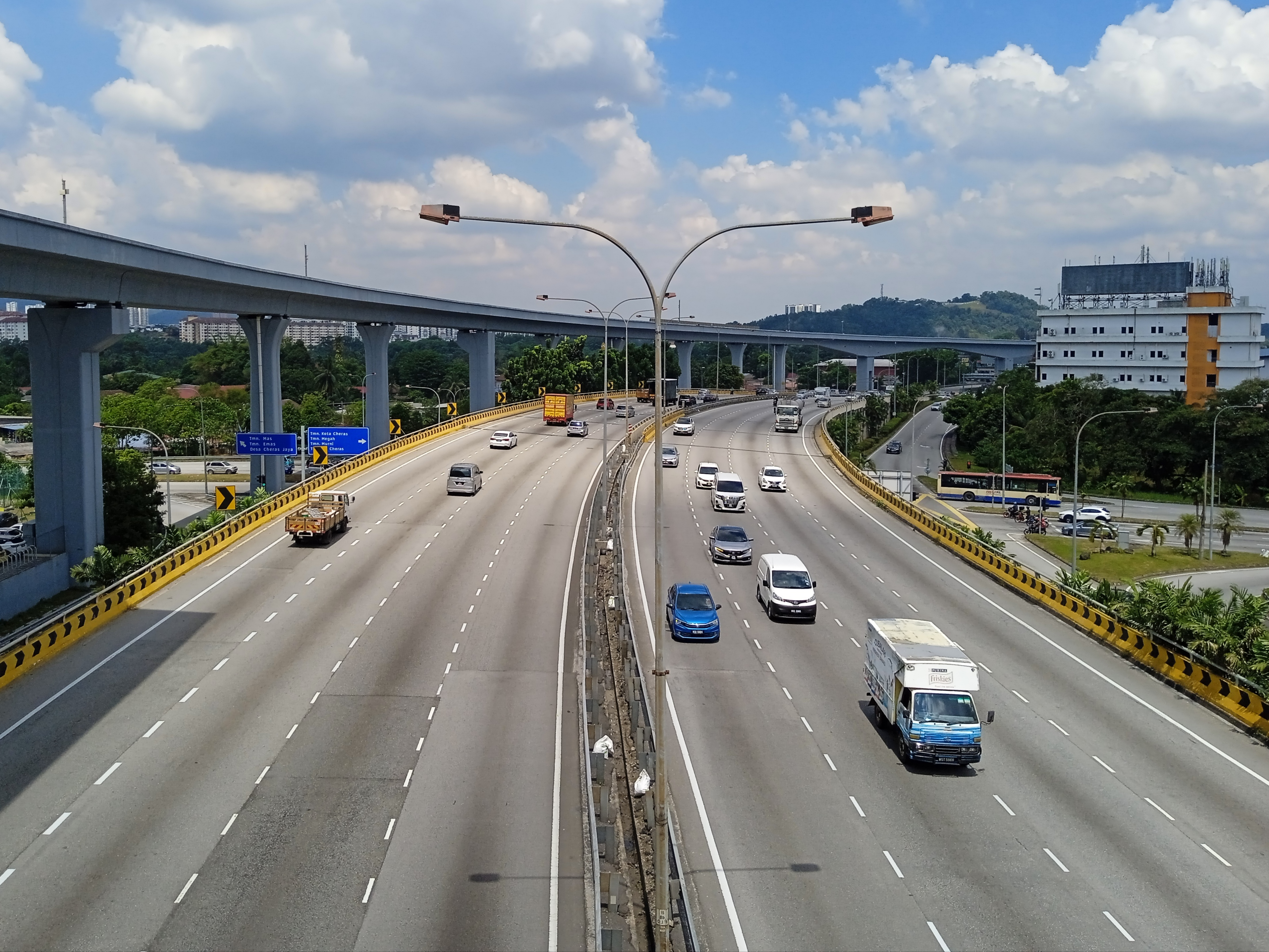
De E7

De E7 of Lebuhraya Cheras–Kajang (ELITE) (Cheras-Kajang Expressway) is een autosnelweg in Maleisië. De snelweg is 11,5 kilometer lang en vormt een verbinding tussen Cheras (voorstad van Kuala Lumpur) en Kajang. De E7 werd aangelegd tussen 1998 en 1999.
E1 ·
E2 ·
E3 ·
E4 ·
E5 ·
E6 ·
E7 ·
E8 ·
E9 ·
E10 ·
E11 ·
E12 ·
E13 ·
E14 ·
E15 ·
E16 ·
E17 ·
E18 ·
E19 ·
E20 ·
E21 ·
E22 ·
E23 ·
E24 ·
E25 ·
E26 ·
E27 ·
E28 ·
E29 ·
E30 ·
E31 ·
E32 ·
E33 ·
E35 ·
E36 ·
E37 ·
E38 ·
E39 ·